# La Mina Vella
La Mina Vella és una font situada al terme municipal d'Anglès, comarca de la Selva (Girona). Està situada a 590 msnm, prop de Can Bellveí.